# 三菱Airtrek
三菱Airtrek（日语：三菱・エアトレック）乃日本三菱汽車於2001年至2008年間製造發售的跨界休旅車，2003年起以三菱Outlander作為外銷版車名。自2022年起由中國廣州汽車集團公司與三菱合資成立的廣汽三菱製造銷售成純電動車，取名為三菱阿圖柯，但2023年10月隨著三菱汽車退出中國市場而停產。

## 概要
原廠擷取迷你廂型車的日常易用性、旅行車的輕便性及運動型多用途車的越野行駛性能等優點，推出自稱為「Smart All Rounder」的跨界休旅車，車名「Airtrek」意為「展開自由冒險的旅程」。2003年起開始以「三菱Outlander」之名外銷，部分地區稱為「三菱Pajero Sport」（同時也是三菱Challenger的外銷版車名之一）。2008年日本市場停產，但2022年復以純電動車之姿在中國市場復活。

## 歷史

### 第一代CU2W/4W/5W系（2001年-2008年）
2001年 - 1月原廠於美國底特律車展展示一輛名為「三菱ASX」的概念車，旋即在6月20日宣布開始販售。底盤平台與第六代Lancer共用，驅動方式為前置前驅及四輪驅動，動力心臟則有2.0L直列四缸SOHC ECI-MULTI 4G63型、2.4L直列四缸DOHC GDI 4G64型等二種引擎可供選擇，搭配四速INVECS-II型自動變速系統。排檔桿設置於中央儀表之下方，故第一列乘客可利用通道直接往後走。由於車高控制在1,550mm以下，故可以停入機械式停車場。
2002年 - 6月10日追加「Turbo R」新車型，搭載與第七代三菱Lancer Evolution相同的2.0L直列四缸DOHC 4G63型渦輪增壓引擎（但是和GT-A車型一樣調校成重視中低速域的扭力）與五速INVECS-II型自排變速箱，驅動方式為採用黏性耦合式中央限滑差速器之全時四輪驅動，前保桿為專用設計，懸吊系統亦重新調校。10月31日實行小改款，變更空力套件的外型設計、前格柵及大燈周圍的顏色，新增黑色系內裝。
2003年 - 1月17日開始發售「Sports Gear」車型，車高增加55mm，換裝大型前後保桿及車頂行李架後車長延長140mm，動力來源為2.4L直列四缸DOHC ECI-MULTI 4G64型引擎，車身下半部防刮塑料部件改為灰色塗裝。另外腳踏墊具有撥水功能，弄髒時擦拭一下便可清除。外銷版Outlander自本年度起進口至北美洲市場，修正過的進氣壩與頭燈使得車長延伸130mm。起初為2.4L直列四缸DOHC ECI-MULTI 4G64型引擎，後來替換成2.4L直列四缸SOHC MIVEC 4G69型引擎。
2004年 - 再次於1月20日實施小改款，廢除「20E」及「20V」的4WD、「24V」、「24V-S」等車型，將「Sports Gear」車型的引擎換成2.4L直列四缸DOHC MIVEC 4G64型。新設「Sports Gear S」車型，變更頭燈及進氣壩的造型，車寬增加30mm。
2005年 - 後繼車款Outlander於10月17日正式在日本發售，但日本產線仍繼續製造Airtrek作為外銷用，直到2008年為止。

#### 獲獎紀錄
第一代Airtrek曾獲得2001年度優良設計獎。

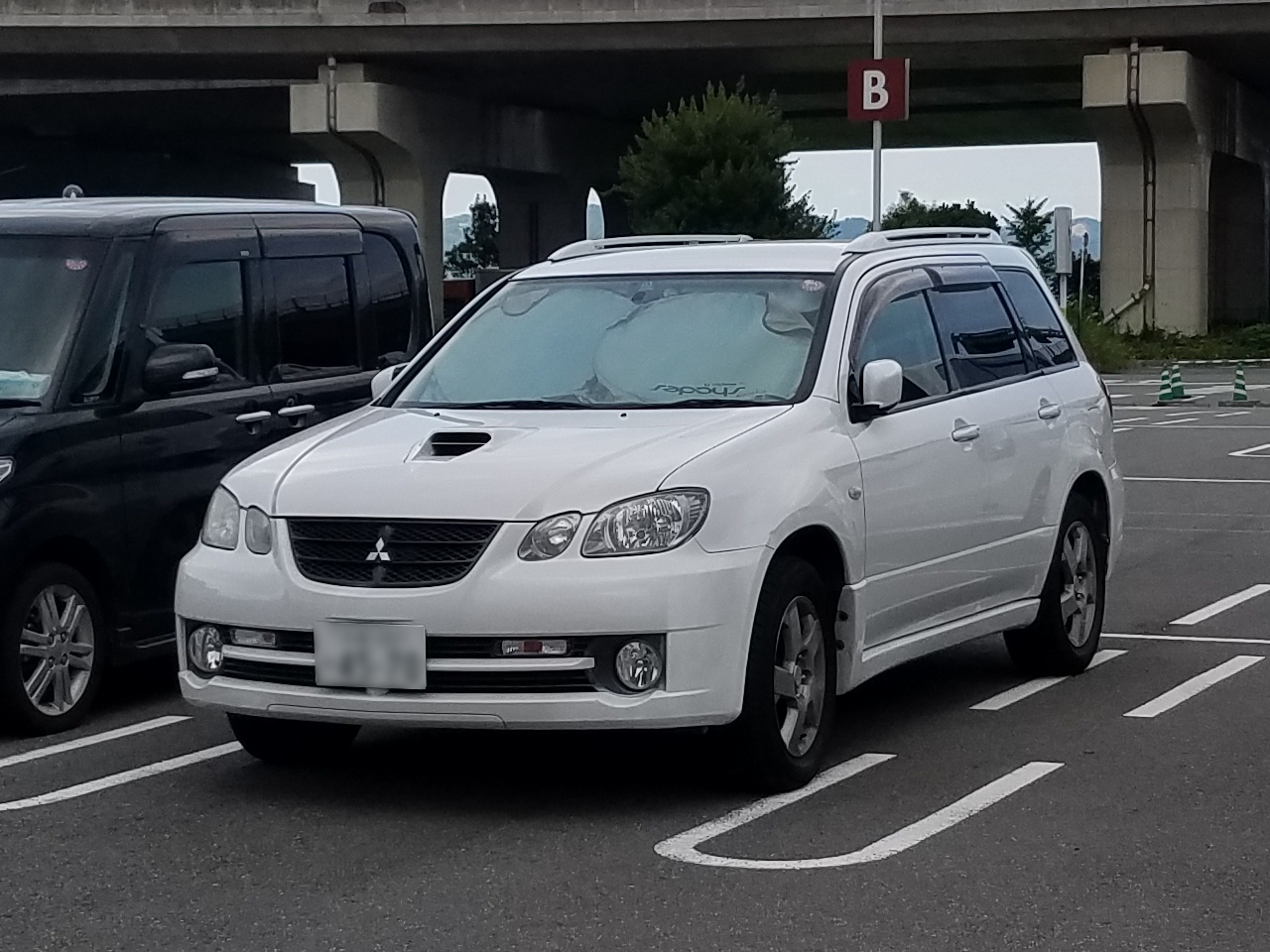
Turbo R車頭
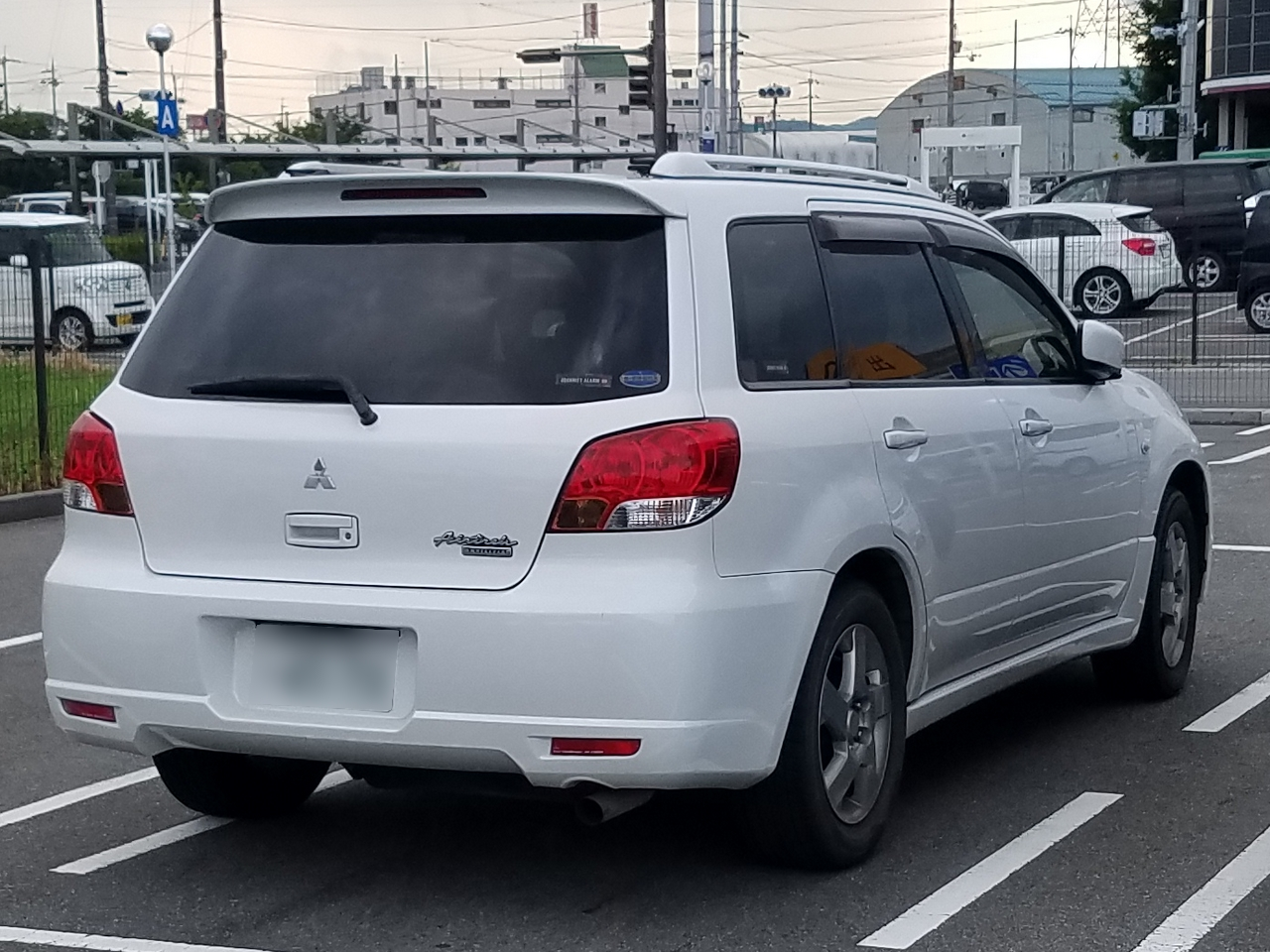
Turbo R車尾
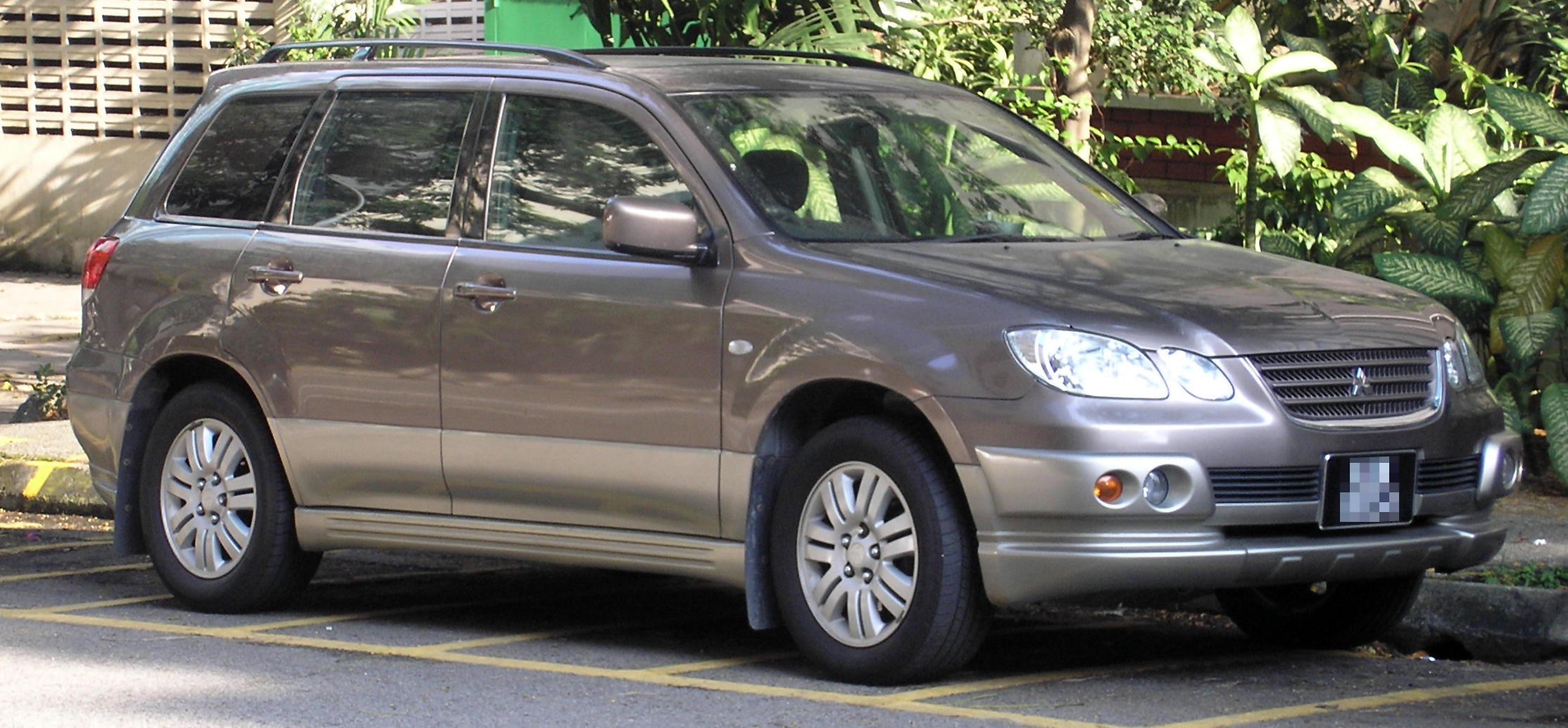
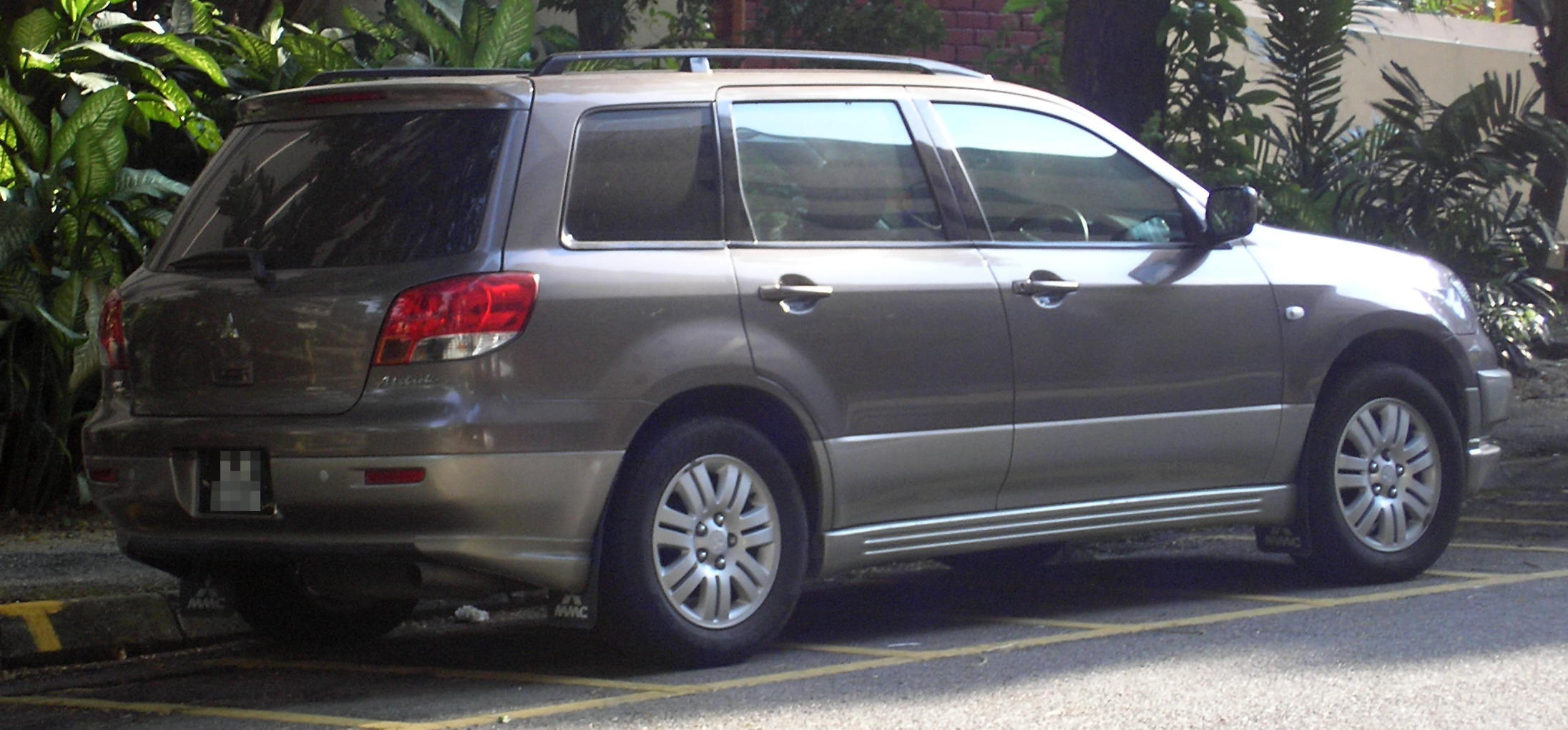
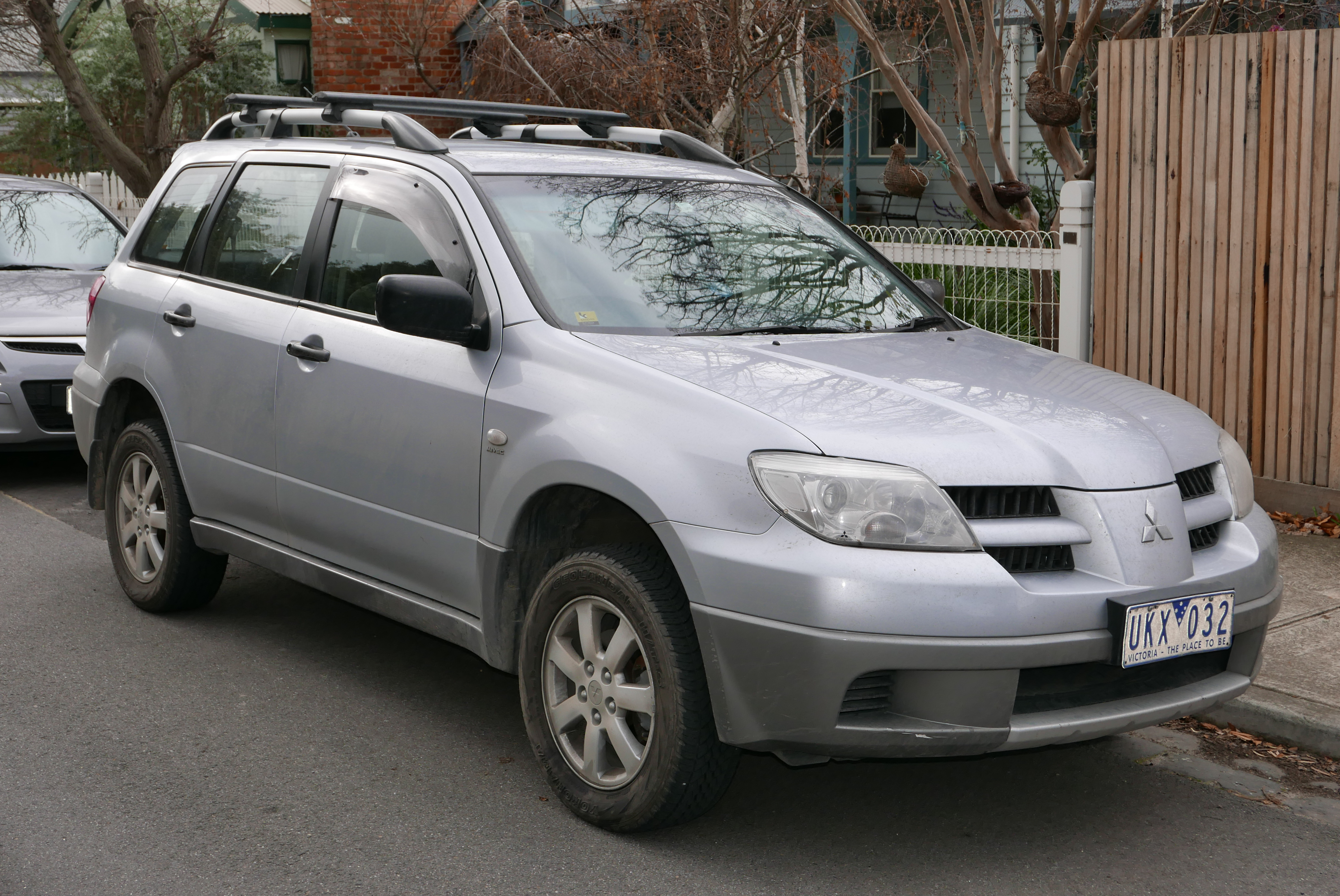
澳洲版Outlander Activ車頭
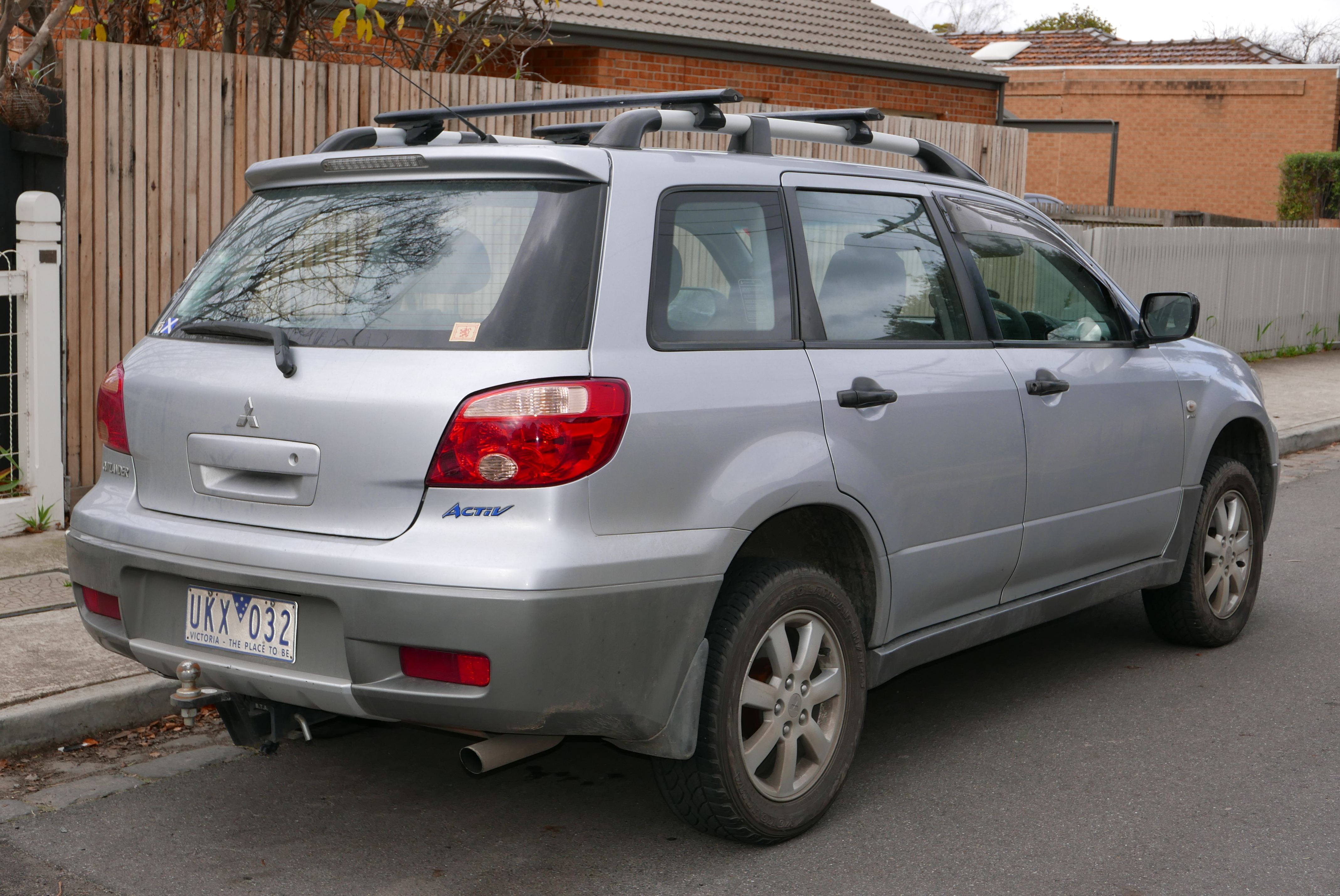
澳洲版Outlander Activ車尾

### 第二代（2022年-2023年）
2021年 - 6月份舉辦的重慶車展上，廣汽三菱釋出「三菱阿圖柯」的外觀照片，明顯地可看出使用廣汽集團旗下廣汽埃安所生產的埃安V為基礎，在外型上加入三菱的「Dynamic Shield」設計語彙。同年11月的廣州國際汽車展覽會上終於正式亮相發表，車頭為分離式LED頭燈搭配封閉式飾蓋，車側有隱藏式門把、防刮材質輪拱及類懸浮式車頂。內裝方面與兄弟車埃安V近似，具有12.3吋全數位儀表板、12.3吋多媒體觸控螢幕、旋鈕式排檔、氣氛燈、AR擴增實境導航、手機無線充電、駕駛座八向電動座椅含冷熱通風及記憶功能、語音聲控、360度輔助攝影、App手機聯網及Level 2半自動駕駛輔助等配備。動力方面採用165 kW（221 hp）永磁同步馬達搭配磷酸鐵鋰電池（71.8kWh）或者鋰三元電池（69.9kWh），按照中國CLTC標準測試具有最高520 km（323 mi）的續航里程。
2022年 - 3月23日正式在中國市場發售。
2023年 - 3月傳出因銷售成績積弱不振而工廠停業。同年10月24日，三菱汽車決定正式退出中國市場，該車款也隨之停產。

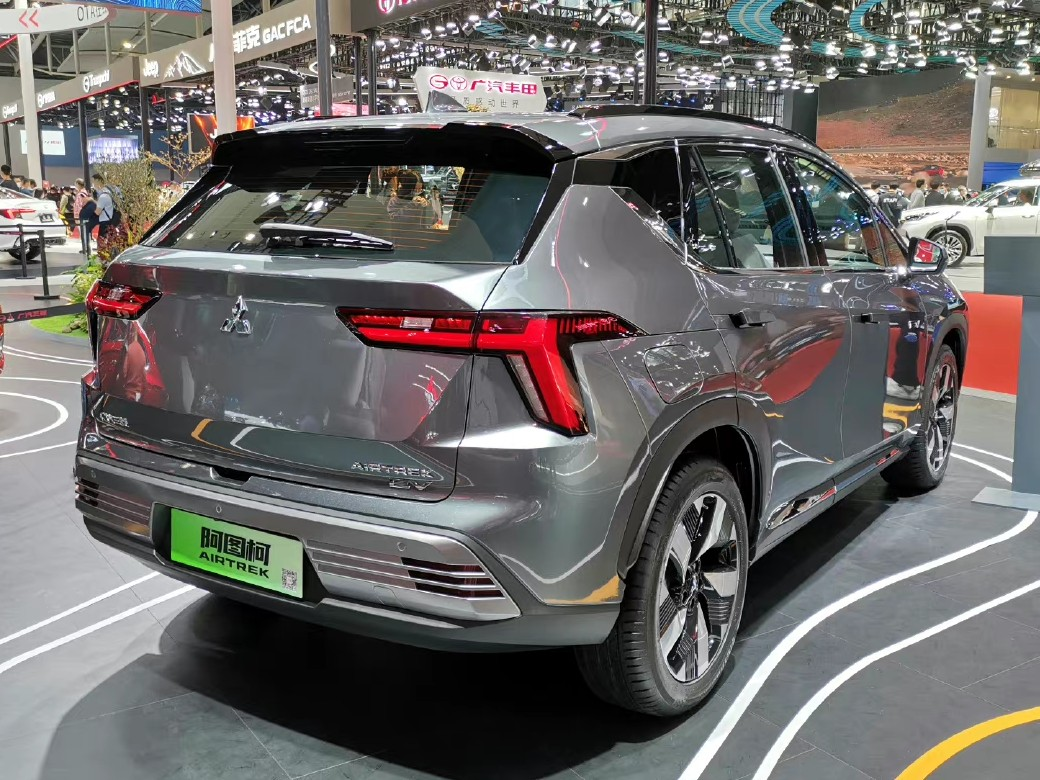
車尾
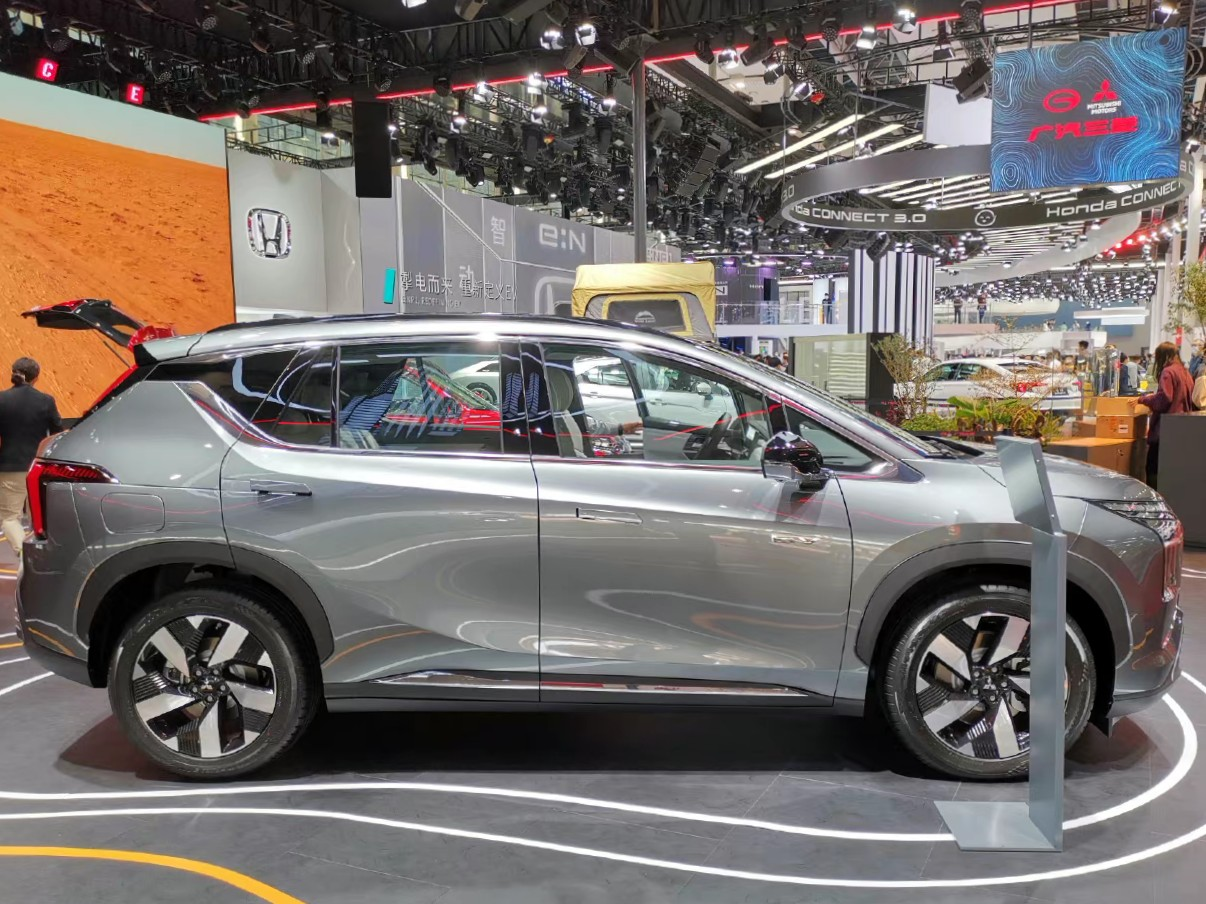
車側
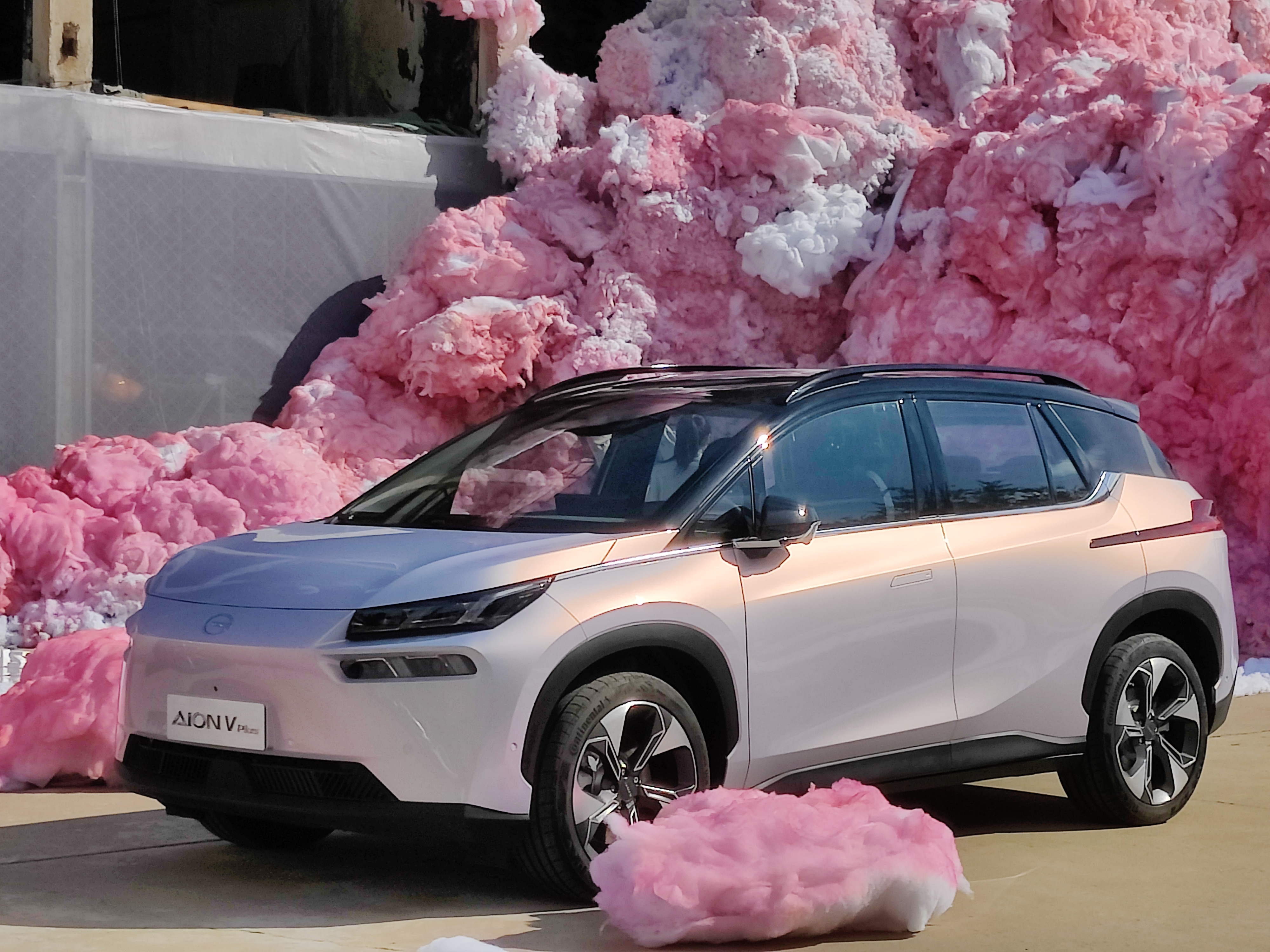
兄弟車埃安V Plus

## 外部連結
- 中國官方網站 （页面存档备份，存于）